# Kanton Le Havre-4
Der Kanton Le Havre-4 ist seit 1888 ein französischer Wahlkreis für die Wahl des Départementrats im Arrondissement Le Havre im Département Seine-Maritime in der Region Normandie. Das Bureau centralisateur befindet sich in Le Havre.

## Gemeinden
Zum Kanton Le Havre-4 gehört der östliche Teil der Gemeinde Le Havre.